# Голокост у Львові
Голокост у Львові — масове систематичне винищення єврейського населення Львова у роки німецької окупації міста (1941—1944).

## Євреї Львова напередодні Другої світової війни. Суперечності радянського досвіду у 1939—1941 рр
За другим загальним переписом населення II Речі Посполитої 1931 р. у Галичині проживало 563 238 євреїв. У Львові згідно з переписом 1931 р. мешкало 99 595 євреїв, які становили 31 % від загальної чисельності населення міста. За цими показниками Львів посідав третє місце у країні та поступався тільки Варшаві та Лодзі. Напередодні Другої світової війни у Львові проживало 104 700 євреїв, а станом на вересень 1941 р., завдяки притоку численних біженців, їх стало близько 140 тис..
В результаті окупації Польщі 1939 р. нацисти вперше зустрілися з настільки суттєвою часткою єврейського населення. В самій Німеччині у міжвоєнний період мешкало близько 500 тис. євреїв при населенні, що напередодні війни становило 69 млн осіб. До того, як 6 жовтня 1941 р. було остаточно заборонено еміграцію з Третього рейху, країну встигло покинути близько 280 тис. німецьких євреїв.
У вересні 1939 р. землі Західної України було окуповано Радянським Союзом. З перших днів війни із західних та центральних земель Польщі на схід вирушили колони єврейських біженців. За переписом населення 1940 р. їхня чисельність у Львові становила 26 068 осіб. Радянська влада не була зацікавлена у їхньому компактному проживанні на щойно приєднаній території, тому у 1940 — перші місяці 1941 р. з Галичини було депортовано 64 583 біженці.
Щодо народів, які зазнавали дискримінації у ІІ Речі Посполитій, радянська влада проводила суперечливу політику. З одного боку, для євреїв відкрилися освітні можливості, з іншого — представників єврейської інтелігенції та заможних верств переслідували, арештовували та висилали до внутрішніх районів Радянського Союзу.

## Новий режим
Перші контакти та побачене в окупованій Польщі підштовхнули нацистів до потреби вироблення стратегії щодо єврейського населення. Між осінню 1939 р. та весною 1941 р. нацисти робили спроби вирішити «єврейське питання» через виселення. 21 вересня 1939 р. начальник Головного управління імперської безпеки Райнгард Гейдріх запропонував концентрувати євреїв у великих містах. 28 жовтня 1939 р. було утворено перше гетто в Європі у місті Пйотркуві-Трибунальському. Між осінню 1940 р. і весною 1941 р. цей проект було реалізовано у Генерал–губернаторстві. Про наслідки такої політики свідчить той факт, що у 1941 р. Варшавське гетто досягло найбільшої своєї чисельності євреїв, що проживали у ньому — 460 тис. осіб.
Місцева єврейська громада у Львові з перших днів окупації стала залежною від політики, яка втілювалася у Генерал–губернаторстві.
Липневий погром 1941 р. став вступом до майбутньої трагедії львівського гетто. У місті діяли зондеркоманди 4а та 4b. Разом зі своїми пособниками вони організували 2 липня 1941 р. єврейський погром. Вдруге погром стався 12 липня. В результаті липневих подій загинуло від 3 до 6 тис. євреїв. 14–15 липня було видано розпорядження, які копіювали документи про особливості організації життя євреїв у містах Генерал–губернаторства, хоча місто на той час ще офіційно не входило до його складу. 22 липня було створено юденрат (раду старійшин єврейської громади), який став виконавчим органом, що втілював у життя постанови нацистів. 25–28 липня відбувся наступний погром. На єврейську громаду міста було накладено контрибуцію в розмірі 20 млн карбованців, для прискорення сплати якої окупанти взяли в заручники до тисячі єврейських громадських і культурних діячів, підприємців та представників вільних професій. Незважаючи на виплату контрибуції, нацисти все рівно розстріляли заручників.

## Створення львівського гетто
Восени 1941 р. нацисти взялися за проект створення львівського гетто. Було складено план переселити до району, де раніше мешкало 25 тис. людей, 136 тисяч євреїв. На 1 особу в гетто припадало 2 кв. м. житла. 6 листопада 1941 р. було видано наказ про створення гетто у північній частині Львова, а вже 24 листопада розпочалося переселення. Перед цим Український крайовий комітет у Львові надіслав владі меморандум, у якому виступав проти створення у місті гетто. Проте влада не взяла це звернення до уваги.
Життя у гетто з перших днів його функціонування було важким. Про це свідчать особливості побуту на зламі 1941—1942 рр. Єврейський робітник німецького підприємства одержував щотижня за продовольчою карткою 1400 г хліба і 200—400 г борошна. Становище людей, які не працювали на німецьких підприємствах, було ще гіршим. Унаслідок цих умов, наприкінці 1941 р. у гетто розпочався голод. До цього додалося ще те, що взимку 1941—1942 рр. відбувся примусовий збір теплих речей для німецькій армії, що лише погіршило матеріальне становища людей. Апогеєм цих подій стало 28 лютого 1942 р., коли євреям під страхом смерті було заборонено покидати гетто. Львівські євреї опинилися в ізоляції.

## Янівський концтабір
У 1941 р. в окупованій нацистами Центральній та Східній Європі з'явився новий вид концтабору — «фабрика смерті». У березні–квітні 1942 р. під час двох хвиль депортацій зі Львова до табору смерті в Белжеці було вивезено близько 15 тис. євреїв.
На території України було створено два табори смерті: Янівський у Львові та Сирецький у Києві. Янівський табір почав діяти у вересні 1941 р. як табір примусової праці, а із середини 1943 р. перетворився на табір знищення. Площа табору становила 3 тис. кв. м. Периметр було оточено колючим дротом зі сторожовими вежами через кожні 50 м. Янівський концтабір поділявся на 3 частини. Газових камер та крематорію в ньому не було. У «Долині смерті» неподалік табору, де відбувалися масові розстріли, земля була просякнута кров'ю на 1,5 м у глибину. Найвідомішими символами концтабору стали так звана «добровільна шибениця» для тих, хто вважав за краще покінчити із собою, ніж надалі терпіти знущання табірної адміністрації, та оркестр із 40 музикантів, які виконували «танго смерті» (його мелодія втрачена).
Влітку 1943 р. нацисти почали приховувати злочини, скоєні в Янівському концтаборі та навколо нього, спалюючи тіла (зафіксовано 59 місць спалення); у таборі також використовувалася кісткодробилка. В листопаді 1943 р. було знищено свідків спалень. 19 листопада 1943 р. «бригада смертників» (осіб, які прибирали трупи) спробувала втекти з табору. Ними було вбито декілька охоронців, але втекти вдалося лише кільком ув'язненим. У 1944 р. 34 в'язні погнали на захід у так званий «марш смерті». У складі цієї групи був майбутній «мисливець за нацистами» Симон Візенталь.

## «Акції» у львівському гетто
У червні–липні 1942 р. було проведено дві так звані «малі акції» знищення євреїв у львівському гетто і нацисти розпочали підготовку до «великої акції». Результатом цієї «великої акції», яка відбувалася у період із 10 до 22 серпня 1942 р., у Львові загинуло близько 40 тис. осіб. 1 вересня 1942 р. нацисти вбили членів юденрату на чолі з доктором Генріхом Ландесбергом. Перед тим вийшов наказ про «звуження» гетто. У ньому тепер проживало 36 тис. осіб.
Наприкінці листопада — на початку грудня 1942 р. було проведено чергову «акцію». Після неї в місті залишилося 24 тис. євреїв. Вже у січні 1943 р. події повторилися. Після цього гетто було поділене на Юлаг-А і Юлаг-В. У першому жили євреї-робітники, а у другому — жінки і діти.

## Рух опору у львівському гетто
Протягом усього цього часу перебування євреїв у гетто серед ув'язнених назрівав опір, який знайшов своє найбільше втілення у 1943 р. У березні 1943 р. між підпільними групами опору у Львівському та Бродівському гетто було встановлено зв'язок. Також підпільники зі Львова підтримували контакти з комуністичною «Народною гвардією ім. І. Франка». У лісах біля міста підпільники створили три бази, на основі яких мав розвиватися єврейський партизанський загін з утікачів львівського гетто. У квітні 1943 р. там зібралося близько 70 бійців. Вони проводили диверсійну діяльність у районах сіл Сасів та Соколівка. На початку літа більшість учасників цієї підпільної групи загинула у Львові.

## Ліквідація львівського гетто
Останні дні існування львівського гетто припали на період із 1 до 23 червня 1943 р. Саме тоді розпочалася остання «акція» знищення його мешканців. Згідно з «Рапортом Кацмана», до її початку в гетто мешкало 23 тис. євреїв. Із них 3 тис. покінчили життя самогубством під час його ліквідації, 7 тисяч осіб було вивезено до Янівського табору і на розстріли до Пісків, а 14 тис. осіб загинуло в самому гетто.
Після повернення радянської влади до Львова влітку 1944 р. в Єврейському комітеті зареєструвалося 925 євреїв, які пережили Голокост у місті. З них лише 215 євреїв були львів'янами до приходу нацистів, а решту становили ті, хто з різних причин опинився у Львові під час німецької окупації та змогли вижити.